# Rothia powelli
Rothia powelli là một loài bướm đêm trong họ Noctuidae.